# 8774 Viridis
8774 Viridis este un asteroid din centura principală de asteroizi.

## Descriere
8774 Viridis este un asteroid din centura principală de asteroizi. A fost descoperit pe 25 septembrie 1973 la Observatorul Palomar de Cornelis Johannes van Houten, Ingrid van Houten-Groeneveld și Tom Gehrels. Asteroidul prezintă o orbită caracterizată de o semiaxă mare de 3,06 ua, o excentricitate de 0,08 și o înclinație de 8,7° în raport cu ecliptica.